# Cieśnina Korfu
Cieśnina Korfu (gr. Πορθμός της Κέρκυρας, alb. Kanali i Korfuzit) – cieśnina łącząca Morze Adriatyckie z Morzem Jońskim, oddzielająca grecką wyspę Korfu od wybrzeży Albanii (Półwysep Bałkański). Główne miejscowości nad cieśniną to: Ksamil (Albania) i Kassiopi (Grecja).
Przedmiot sporu granicznego.